# Toquí capgroc
El toquí capgroc (Atlapetes flaviceps) és un ocell de la família dels passerèl·lids (Passerellidae). És una espècie endèmica i amenaçada.

## Descripció
Té el cap d'oliva groc a fosc. La gola, la barbeta, la ratlla malar, la brida, l'anell ocular i el pegat de l'orella són de color groc brillant en qualsevol cas. La resta del plomatge és groc amb les parts superiors, ala i cua d'oliva fosca. La variació en el color del cap no està ben explicada, però és probable que els individus amb cap d'oliva siguin femelles i/o ocells immadurs.

## Distribució i ecologia
Aquest ocell es va trobar a la vall de La Plata Vieja al departament de Huila l'any 1967, però els únics registres recents són de la conca superior del riu Coello al departament de Tolima (el riu Toché és un dels principals afluents del riu Coello). És a dir, es troba entre els 1.000 i els 2.500 metres d'altitud als municipis de Cajamarca, Ibagué i Roncesvalles i potser de Rovira, al tram superior de les valls dels rius Anaime, Cocora, Combeima i Toché.
Es força comú localment en hàbitats d'una espessa vegetació secundària i bosc degradat, vorejant el bosc en galeria i les plantacions d'arracacia (Arracacia xanthorriza) i granadilla (Passiflora ligularis). S'ha observat que el toquí capgroc participa en grups d'alimentació d'espècies mixtes juntament amb la tàngara de matollar comuna (Chlorospingus ophthalmicus), el tranet gorjablanc (Mecocerculus leucophrys), la bosquerola frontgroga (Myioborus ornatus) i la tàngara blau-i-negra (Tangara vassorii), tàngara de caputxa blava (Sporathraupis cyanocephala) i la tàngara de ventre cremós Pipraeidea melanonota). Està amenaçat per la pèrdua d'hàbitat; la majoria de zones de les valls interandines de Colòmbia ja s'han convertit en terres agrícoles. Es creu que la població total és d'almenys 250, però no més de 1.000 ocells adults.